# Rasoul Khadem
Rasoul Khadem, född 17 februari 1972 i Mashhad, Iran, är en iransk brottare som tog OS-guld i mellanviktsbrottning i fristilsklassen 1992 i Barcelona och därefter OS-guld i lätt tungviktsbrottning i fristilsklassen 1996 i Atlanta. Han är bror till den tvåfaldige olympiske medaljören Amir Reza Khadem.